# A Alvorada

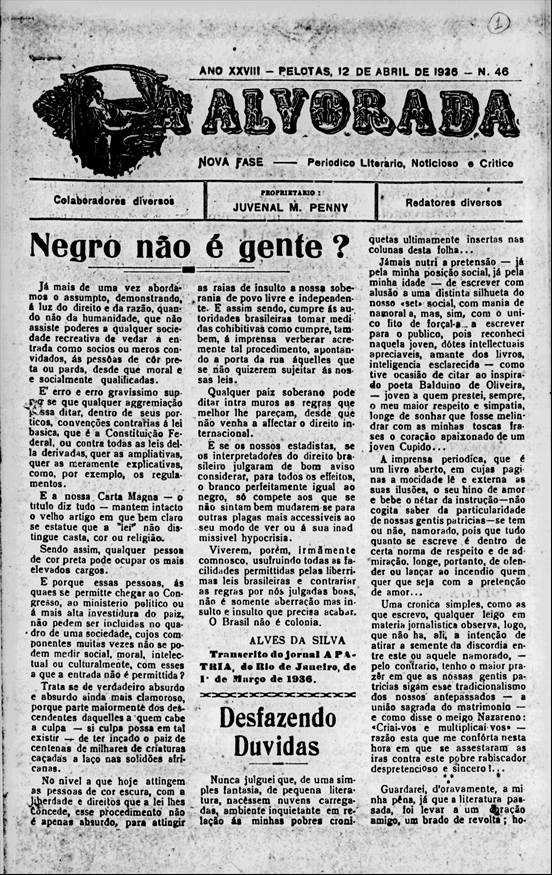
A Alvorada, Pelotas, edição de 12 de Abril de 1926

A Alvorada foi um jornal e periódico originado por um grupo de jovens negros na cidade de Pelotas, fundado em 5 de maio de 1907. O veículo era reconhecido como o principal porta-voz da Frente Negra Pelotense,  e tinha como objetivo discutir questões sociais e retratar notícias sobre a comunidade negra e operária regional, tornando-se espaço de luta e defesa contra o racismo.
O jornal teve papel destacado na articulação de ideias abolicionistas, trabalhistas, republicanas e de valorização da cultura afro-brasileira, em um contexto de forte exclusão racial nas instituições e na imprensa hegemônica da época.

## Histórico
A Alvorada foi idealizado para a promoção de ideias em defesa da comunidade negra e operária, e na construção da identidade negra regional. Era um espaço para a população excluída dos demais meios no pós abolição da escravatura em 1888, através da Lei Áurea.
O jornal anunciava atividades em associações negras, reportava medidas políticas que interferissem diretamente na classe trabalhadora negra e buscava o fim dos preconceitos de cor.
O periódico tinha a educação como principal arma para a luta dos direitos raciais, e teve papel importante na campanha de pró-educação e combate do analfabetismo dos negros de Pelotas. A partir de 1933, com a criação da Frente Negra Pelotense, o jornal serviu como porta-voz do movimento, levando os ideais da entidade para todas as localidades no qual circulava.
A entidade possuía forte ligação com clubes e associações negras locais, em destaque Clube Está tudo certo, fundado em 1933, teve como principal mantenedor por Juvenal Penny, e promovia bailes de carnaval, chás dançantes, bailes e festivais, promovendo lazer, cultura e diversão à comunidade negra da região. Outros clubes como Fica ahí, Chove Não Molha possuíam fortes ligações com o periódico e utilizavam as suas publicações e críticas para divulgação de membros inadimplentes, melhores condutas.
Neste contexto, o Alvorada possuía uma coluna chamada  “Dr. Pescadinha”, que se colocava em constante policiamento dos jovens negros, expondo “maus hábitos” que pudessem trazer uma má imagem a comunidade negra local.

## Fundadores
Incialmente idealizado por Rodolfo Xavier e seu irmão Antônio Baobab, além de Juvenal e Durval Morena, igualmente irmãos.
Nascido Antônio Oliveira, descendente de escravos em Moçambique, por parte de mãe, cujo avô fugiu para lutar na Guerra dos Farrapos, mudou seu nome para Antônio Baobab. Foi escravizado, liberto aos vinte e cinco anos, alfabetizou-se e tornou-se uma importante liderança negra e líder operário. Em 1905, foi presidente da União Operária Internacional, atuando em pautas como o fim do trabalho infantil, a igualdade salarial entre homens e mulheres e o estabelecimento da jornada de trabalho de oito horas.
Rodolpho Xavier, foi um dos fundadores do jornal e dirigente operário, além de ter trabalhado como pedreiro, maleiro e cocheiro. Também se candidatou a deputado, e participou da União de Operários, enquanto sindicalista.
Segundo pesquisas, sabe-se que nasceu livre, em razão da Lei do Ventre Livre, filho de uma escrava, com um proprietário de charqueadas.
Os demais fundadores do Alvorada, foram os irmãos Durval e Juvenal Penny. Durval era médico formado pelo Instituto de Ciências do Rio de Janeiro, enquanto Juvenal foi proprietário de uma fábrica de fogos de artifício, ambos mantinham sua atuação focada mais nas questões raciais e comportamentais. Juvenal se manteve proprietário do jornal até o ano de 1946, quando vendeu para Rubens Lima em , marcando uma nova fase do periódico, que se tornou mais “comercial”.

## Circulação do Jornal
O jornal A Alvorada foi fundado em 5 de maio de 1907 e circulava aos domingos, com distribuição em Pelotas e outras cidades do Rio Grande do Sul, como Rio Grande, Canguçu, Bagé, Jaguarão e Alegrete. Sua circulação teve pausas: de 1910 a 1931, de 1937 a 1946 e foi encerrada em 1965. Tinha periodicidade semanal e contava com correspondentes em várias cidades do estado.

## Preservação
Embora os exemplares iniciais do jornal A Alvorada (1907–1910) estejam disponíveis apenas para consulta presencial na Biblioteca Pública Pelotense, grande parte do acervo a partir de 1911 foi digitalizada e pode ser acessada online. As edições estão disponíveis na Hemeroteca Digital da Biblioteca Nacional do Rio de Janeiro, na Hemeroteca da Biblioteca Pública Pelotense e no acervo digital do Museu Afro-Brasil-Sul da Universidade Federal de Pelotas.